# 克萊切夫
克萊切夫是波蘭的城鎮，位於該國中部，距離科寧約15公里，由大波蘭省負責管轄，面積6.68平方公里，2006年人口4,173。第二次世界大戰期間，納粹德國在1939年9月15日至1945年1月期間佔領該鎮。

## 外部連結
- kleczew.pl（页面存档备份，存于）

52°22′N 18°10′E / 52.367°N 18.167°E